# 昆西·杜比
昆西·杜比（英語：Quincy Douby，1984年5月16日—），美国NBA联盟职业篮球运动员。他在2006年的NBA选秀中第1轮第19顺位被萨克拉门托国王选中。